# Abbaye de Viktring
L'abbaye de Viktring est une ancienne abbaye cistercienne à Viktring, qui est aujourd'hui un quartier de Klagenfurt, dans le Land de Carinthie.

## Histoire
L'abbaye de Viktring est fondée en 1142 dans le duché de Carinthie par des moines cisterciens de l'abbaye de Villers-Bettnach en Lorraine, grâce à un don important du comte Bernard de Sponheim, un oncle du duc Ulrich, et son épouse Cunégonde, une tante du margrave Ottokar III de Styrie. Le grand-père de Bernhard, Siegfried de Sponheim, était venu dans la Carinthie à la suite de l'empereur Conrad II au cours de la destitution du duc Adalbéron d'Eppenstein en 1035.

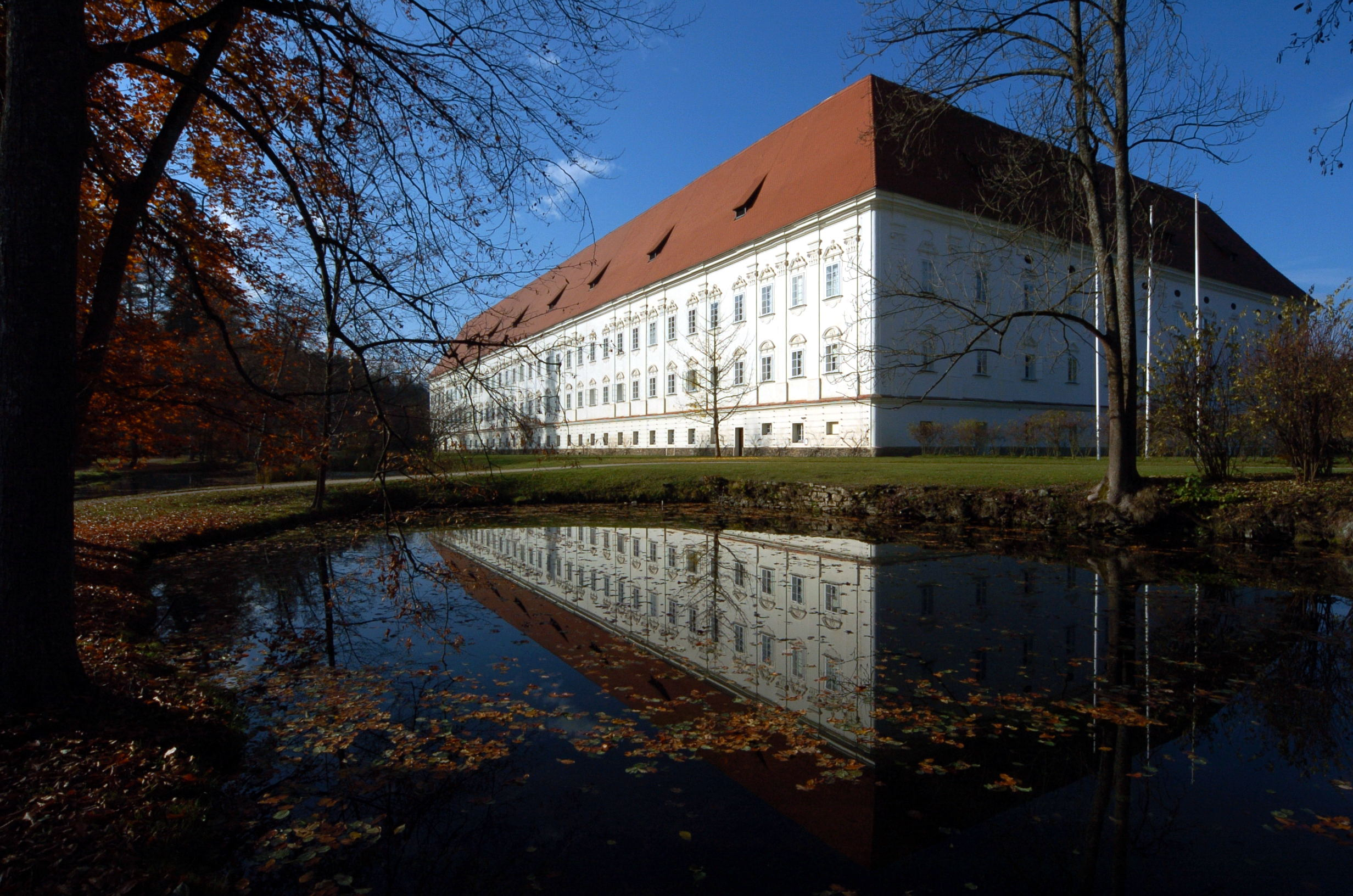
Vue du sud-est.

Le 20 avril 1142, le lundi de Pâques, la colonie des moines de Viktring annonce son indépendance. L'année suivante, Eberhard est élu le premier abbé du monastère, avec le comte Bernard comme le premier bailli. En 1202, l'archevêque Eberhard II de Salzbourg consacre l'église abbatiale. Le monastère achète une maison à Maribor dans le duché de Styrie puis bien d'autres et fonde en 1234 l'abbaye de Kostanjevica (Landstrass) dans la marche de Carniole. En 1488, il possède 28 maisons dans la ville et du vignoble dans la Basse-Styrie.
Matthäus Lang, secrétaire du roi Maximilien Ier et abbé de Viktring depuis 1502, fut consacré évêque de Gurk en 1505 et archevêque de Salzbourg en 1519. Au moment du Joséphisme, l'abbaye de Viktring ferme comme beaucoup d'autres par décret du 19 mai 1786, les moines sont expulsés le 1er août.

## Laïcisation
Le 10 novembre 1788, les frères Johann et Christoph Moro achètent une partie de la propriété du monastère et établissent une filature. En 1897, l'ensemble du monastère appartient à la famille Moro. En 1925, Adeline Botka, le dernier membre de la famille Moro, vend l'usine au baron Josef Aichelburg-Zosenegg. Différentes activités industrielles se succèdent jusqu'en 1970 quand l'abbaye devient la propriété de l'État autrichien. Un gymnasium (BRG Klagenfurt-Viktring) prend place en 1977. L'église abbatiale et le presbytère appartiennent à la paroisse de Viktring dans le diocèse de Gurk.

## Source
- (de) Cet article est partiellement ou en totalité issu de l’article de Wikipédia en allemand intitulé « Stift Viktring » (voir la liste des auteurs).